# Bartomeu Forteza Pinya
Bartomeu Forteza Pinya (Palma, 1894 - 1957) fou un enginyer agrònom i escriptor mallorquí.
Va ser director de Laboratori Enològic Provincial de Felanitx. Publicà "Vitivinicultura mallorquina" (1944). Col·laborà a La Nostra Terra, a L'Almanac de les Lletres i a Ofrena. Traduí poesies franceses, sobretot de La Bruyère, recollides en el volum "Roses de França". És autor del llibre de poemes "Dansa de les hores" (1955), inscrit dins l'estètica de l'Escola Mallorquina, i d'un estudi sobre la poesia de Joan Alcover. Ha deixat inèdites dues obres en prosa: "La infermera. Biografia novel·lada de Ramon Santiscle" i la narració "La mestressa del forn". Publicà articles de crítica literària arreplegats a "Espectroscopia. Ensayos de crítica y motivos literarios" (1954). Publicà també "Roses de França"(1953), traduccions de poetes francesos. Traduí al castellà "La Ciutat de Mallorca" de Miquel dels Sants Oliver (1948), amb el subtítol de "Visión literaria de principios de siglo" i amb nombroses notes a peu de pàgina. La resta de la seva obra no es publicà fins al 2009 en el volum "Les veus estèrils".

## Obra
- FORTEZA, Bartomeu. Roses de França. XII poemes. Palma: Mossèn Alcover, 1953.
- FORTEZA, Bartomeu Les veus estèrils. Palma: Consell Insular de Mallorca, 2009.